# 만달로리안 & 그로구
"만달로리안 & 그로구"(영어: The Mandalorian & Grogu)는 2026년 개봉 예정인 미국의 우주 서부 영화이다. 존 패브로가 감독과 공동각본을 맡았으며, 드라마 《만달로리안》의 스핀오프 작품이다.